# Chuyện ngày xưa
Chuyện ngày xưa là một loạt chương trình kể chuyện dành cho thiếu nhi của Sân khấu kịch Idecaf. Chương trình kể lại những câu chuyện cổ tích của Việt Nam cũng như trên thế giới với phần minh họa mang màu sắc hài hước hơn của các diễn viên. Chương trình được dẫn dắt bởi Thành Lộc cùng các nhân vật tưởng tượng được nhân hóa để cùng ông minh họa cho các câu chuyện mình kể. Nhóm này gồm 5 nhân vật mang tên "Líu Lo", trong đó có Thành Lộc, chó Lulu, két Lala, mèo Lili và hề Lí Lắc. Một điều đáng chú ý là tên các nhân vật trong nhóm cũng như tên nhóm đều được cố tình đặt tên bắt đầu bằng phụ âm L.
Chương trình được phát sóng mỗi tháng một lần bao gồm 65 tập. Nhờ phong cách kể chuyện thú vị và giàu hình ảnh, chương trình được phát lại khá nhiều lần trên nhiều kênh của HTV. Hiện tại chương trình vẫn còn được phát lại trên một số kênh.

## Người dẫn chuyện

### Sân khấu kịch Idecaf
Để có thể kể các câu chuyện xuyên suốt qua nhiều tập, một nhóm kể chuyện đã được lập ra. Người duy nhất trong nhóm này là NSƯT Thành Lộc. Ông giới thiệu các nhân vật khác điều là do trí tưởng tượng từ những thú cưng hay những món đồ chơi trong gia đình gần gũi với tuổi thơ. Các nhân vật khác hiện ra dưới hình người là:
Nhóm Líu Lo:
- NSƯT Thành Lộc trong vai anh Thành Lộc
- Bạch Long trong vai chó Lulu
- Thanh Thủy trong vai két Lala
- Hoàng Trinh trong vai mèo Lili
- Đình Toàn trong vai hề Lí Lắc

### Sân khấu kịch Phú Nhuận
- NSND Hồng Vân vai hoàng hậu
- NSƯT Bảo Quốc vai vua
- Anh Vũ vai chú hề (†)
- Hòa Hiệp vai hoàng tử
- Lý Thanh Thảo vai em gái chú hề

## Diễn viên

### Sân khấu kịch Idecaf
- NSƯT Thành Lộc
- NSƯT Hữu Châu
- NSƯT Mỹ Duyên
- NSƯT Ngọc Trinh
- NSƯT Đại Nghĩa
- Bạch Long
- Thanh Thủy
- Hoàng Trinh
- Đình Toàn
- Lê Khánh
- Hương Giang
- Nguyễn Đức Thịnh
- Đặng Thanh Vân (Vân Mập)
- Mai Nguyễn Thanh Phương (†)
- Võ Thành Tâm
- Lương Mỹ
- Tuấn Khải
- Tuấn Khôi
- Phan Thu Huyền
- Chế Hoàng Lan
- Mai Phượng
- Võ Nam Trung
- Trương Hoàng Oanh
- Huy Tứ
- Nguyễn Quốc Khánh
- Vũ Minh (†)
- Hùng Lâm

### Sân khấu kịch Phú Nhuận
- NSND Hồng Vân
- NSƯT Bảo Quốc
- NSƯT Đức Thịnh
- Anh Vũ (†)
- Hòa Hiệp
- Lý Thanh Thảo
- Thanh Thúy
- Thái Hòa
- Kim Huyền
- Lư Hoàng Gia Bảo

## Khép lại sứ mệnh
Sau một thời gian thành công trên sóng truyền hình, chương trình bị đài truyền hình xem xét, thay vì thuộc Ban Khoa giáo (phát sóng lúc 19h) đã bị chuyển qua Ban Văn nghệ. Chính vì vậy, chương trình bị đẩy lên sáng sớm lúc 6h sáng. Nguyên nhân là do các chương trình gameshow trúng thưởng bắt đầu xuất hiện với số lượng tài trợ lớn đã yêu cầu được vào "khung giờ vàng" của chương trình. Thành Lộc và các nghệ sĩ khác của sân khấu kịch Idecaf đã có một cuộc tranh cãi với đài, và kết quả là ông cùng các bạn đồng nghiệp rút khỏi chương trình. Điều đó đã dẫn đến sự xuất hiện của các diễn viên của sân khấu kịch Phú Nhuận trong chương trình mặc dù phần mở đầu vẫn là của nhóm Líu Lo.
Tuy nhiên, chỉ một thời gian ngắn sau đó, chương trình đã kết thúc hoàn toàn. Điều này đã khép lại những bước đi đầu tiên của một chương trình thiếu nhi hấp dẫn thời bấy giờ và để lại rất nhiều tiếc nuối trong lòng khán giả thời bấy giờ.

## Các tập phim

### Sân khấu kịch Idecaf
| STT | Tên tập                         | Cốt truyện dựa theo                                                                | Ngày phát sóng | Diễn viên tham gia | Ghi chú |
| --- | ------------------------------- | ---------------------------------------------------------------------------------- | -------------- | --- | ------- |
| 1   | Ông già và cục bướu             | Cổ tích Việt Nam: Hai cô gái và cục bướu; Truyện cổ Nhật Bản: Hai cụ già và lũ quỷ | 09/07/2000     | Nhóm Líu Lo | —       |
| 2   | Hai người bạn đồng hành         | Cổ tích Việt Nam: Tam và Tứ                                                        | 13/08/2000     | Nhóm Líu Lo | —       |
| 3   | Lọ nước thần                    | Cổ tích Việt Nam: Ai mua hành tôi!                                                 | 10/09/2000     | Nhóm Líu Lo | —       |
| 4   | Câu chuyện dưới ánh trăng       | —                                                                                  | 08/10/2000     | Nhóm Líu Lo, Hương Giang, Huy Tứ, Kim Ngọc, Trương Hoàng Oanh | —       |
| 5   | Người hóa dế                    | Cổ tích Việt Nam: Người hóa dế                                                     | 12/11/2000     | NSƯT Thành Lộc, Thanh Thủy, Hoàng Trinh, Đình Toàn, NSƯT Hữu Châu, Huy Tứ, Trương Hoàng Oanh                                                                       | —       |
| 6   | Vị hoàng tử hạnh phúc           | Truyện Oscar Wilde - Hoàng tử hạnh phúc                                            | 10/12/2000     | Nhóm Líu Lo | —       |
| 7   | Bí mật của nhà vua              | Thần thoại Hy Lạp: Vua Midas- Nhà vua có đôi tai lừa                               | 14/01/2001     | Nhóm Líu Lo & Tuấn Khôi | —       |
| 8   | Hũ bạc của ông già đốt than     | Truyện cổ Chăm: Hũ bạc của người cha                                               | 11/02/2001     | Thanh Thủy, Hoàng Trinh, Bạch Long, Đình Toàn | —       |
| 9   | Hai chị em rắn thần             | —                                                                                  | 11/03/2001     | Thanh Thủy, Hoàng Trinh, Bạch Long, Đình Toàn, Kim Ngọc và 8 diễn viên khác                                                                                        | —       |
| 10  | Người thợ dệt thảm              | —                                                                                  | 08/04/2001     | NSƯT Thành Lộc, Hoàng Trinh, Bạch Long, Đình Toàn | —       |
| 11  | Con gái người chăn cừu          | —                                                                                  | 13/05/2001     | Nhóm Líu Lo & Tuấn Khôi | —       |
| 12  | Chú rùa thần kỳ                 | —                                                                                  | 10/06/2001     | Nhóm Líu Lo, NSƯT Đại Nghĩa, Nguyễn Quốc Khánh | —       |
| 13  | Chiếc gương diệu kỳ             | —                                                                                  | 08/07/2001     | Nhóm Líu Lo, NSƯT Đại Nghĩa, Chế Hoàng Lan, Đặng Thanh Vân, Nguyễn Quốc Khánh, nam diễn viên nhí                                                                   | —       |
| 14  | Nàng công chúa kiêu căng        | Truyện cổ Grimm: Vua chích choè                                                    | 08/08/2001     | Nhóm Líu Lo & Huy Tứ | —       |
| 15  | Chú Cuội                        | Cổ tích Việt Nam: Sự tích chú Cuội cung trăng                                      | 09/09/2001     | Nhóm Líu Lo | —       |
| 16  | Cây rìu vàng                    | Truyện cổ tích Hy Lạp: 3 lưỡi rìu                                                  | 14/10/2001     | Nhóm Líu Lo | —       |
| 17  | Nàng công chúa và bầy thiên nga | Truyện cổ Andersen: Bầy chim thiên nga                                             | 11/11/2001     | Nhóm Líu Lo, NSƯT Đại Nghĩa, Nguyễn Đức Thịnh, Hoàng Thái Quốc, Nguyễn Quốc Khánh, 2 nam diễn viên                                                                 | —       |
| 18  | Hoa tuyết                       | Mười hai vị thần Tháng                                                             | 09/12/2001     | Nhóm Líu Lo, NSƯT Mỹ Duyên, Nguyễn Đức Thịnh | —       |
| 19  | Thần lửa và những chú chim nhỏ  | —                                                                                  | 13/01/2002     | Nhóm Líu Lo & NSƯT Đại Nghĩa | —       |
| 20  | Sự tích cây nêu ngày tết        | Cổ tích Việt Nam, Sự tích cây nêu ngày tết                                         | 10/02/2002     | Nhóm Líu Lo, NSƯT Đại Nghĩa, Nguyễn Đức Thịnh, Huy Tứ, Đặng Thanh Vân, Phan Thu Huyền, Chế Hoàng Lan, Nguyễn Quốc Khánh, Võ Thành Tâm, Vũ Minh                     | —       |
| 21  | Sự tích trái thơm               | Truyện cổ tích Việt Nam: Sự tích quả dứa                                           | 10/03/2002     | Nhóm Líu Lo | —       |
| 22  | Chiếc vòng của sự thật          | —                                                                                  | 14/04/2002     | Nhóm Líu Lo | —       |
| 23  | Cái lu thần                     | Truyện cổ tích Việt Nam: Cái lu thần                                               | 12/05/2002     | Nhóm Líu Lo & 9 diễn viên nhí | —       |
| 24  | Cô bé dũng cảm                  | Truyện cổ tích Trung Quốc: Cô gái dũng cảm và Sơn thần                             | 09/06/2002     | Nhóm Líu Lo | —       |
| 25  | Bông hoa kỳ lạ                  | Truyện cổ tích Việt Nam: Mũi dài                                                   | 14/07/2002     | Nhóm Líu Lo | —       |
| 26  | Sự tích mặt trăng               | Truyện cổ Triều Tiên: Sự tích Mặt trời và Mặt trăng                                | 11/08/2002     | Nhóm Líu Lo & 3 diễn viên nhí | —       |
| 27  | Tình bạn                        | —                                                                                  | 08/09/2002     | Nhóm Líu Lo | —       |
| 28  | Quả cam quý                     | Truyện cổ tích Việt Nam: Con chím khách màu nhiệm                                  | 13/10/2002     | Nhóm Líu Lo | —       |
| 29  | Câu chuyện anh học trò          | Truyện cổ tích Việt Nam: Chưa đỗ ông nghè đã đe hàng tổng                          | 10/11/2002     | Nhóm Líu Lo | —       |
| 30  | Heo con xây nhà                 | Truyện cổ Andersen: Ba chú lợn con                                                 | 08/12/2002     | Nhóm Líu Lo | —       |
| 31  | Người bạn tốt                   | —                                                                                  | 12/01/2003     | Nhóm Líu Lo | —       |
| 32  | Câu chuyện mùa xuân             | —                                                                                  | 09/02/2003     | Nhóm Líu Lo, NSƯT Đại Nghĩa, Chế Hoàng Lan, Nguyễn Quốc Khánh, Đặng Thanh Vân, Phan Thu Huyền                                                                      | —       |
| 33  | Ai làm việc nhiều hơn?          | Truyện ngụ ngôn: Chân, tay, mắt, mũi, miệng                                        | 03/2003        | Nhóm Líu Lo | —       |
| 34  | Thương mẹ                       | Ba cô gái                                                                          | 04/2003        | Nhóm Líu Lo | —       |
| 35  | Kết bạn                         | —                                                                                  | 05/2003        | Nhóm Líu Lo | —       |
| 36  | Câu chuyện hai anh em           | Cổ tích Việt Nam: Hai anh em                                                       | 06/2003        | Nhóm Líu Lo | —       |
| 37  | Hạt giống tốt                   | —                                                                                  | 07/2003        | Nhóm Líu Lo | —       |
| 38  | Nụ cười                         | —                                                                                  | 08/2003        | Nhóm Líu Lo | —       |
| 39  | Sự tích chim quốc               | Cổ tích Việt Nam: Sự tích chim cuốc                                                | 09/2003        | Thanh Thủy, Bạch Long, Đình Toàn | —       |
| 40  | Bà chúa tuyết                   | Truyện cổ Andersen: Bà chúa Tuyết                                                  | 10/2003        | Nhóm Líu Lo, Mai Nguyễn Thanh Phương, Chế Hoàng Lan, Đặng Thanh Vân, Võ Thành Tâm                                                                                  | —       |
| 41  | Cô bé rơm                       | —                                                                                  | 11/2003        | Nhóm Líu Lo, NSƯT Mỹ Duyên, Chế Hoàng Lan, Mai Phượng | —       |
| 42  | Sự tích con khỉ                 | Cổ tích Việt Nam: Sự tích con khỉ                                                  | 01/2004        | Nhóm Líu Lo, NSƯT Mỹ Duyên, Lương Mỹ | —       |
| 43  | Bé Chuối                        | —                                                                                  | 02/2004        | Nhóm Líu Lo | —       |
| 44  | Gia tài của cha                 | Tấc đất tấc vàng                                                                   | 03/2004        | Nhóm Líu Lo | —       |
| 45  | Món quà quý nhất                | Truyện ngụ ngôn Cáo và Cò                                                          | 04/2004        | NSƯT Thành Lộc & Thanh Thủy | —       |
| 46  | Hoa râm bụt                     | Cổ tích Việt Nam: Sự tích hoa râm bụt                                              | 05/2004        | Nhóm Líu Lo | —       |
| 47  | Đôi giày đỏ                     | Truyện cổ Andersen: Đôi giày đỏ                                                    | 06/2004        | Nhóm Líu Lo | —       |
| 48  | Món quà của vị thần muôn thú    | —                                                                                  | 07/2004        | Nhóm Líu Lo, NSƯT Đại Nghĩa, Chế Hoàng Lan | —       |
| 49  | Cha đỡ đầu                      | Truyện cổ Grimm: Thần chết đỡ đầu                                                  | 08/2004        | Nhóm Líu Lo, NSƯT Đại Nghĩa, Nguyễn Đức Thịnh, Chế Hoàng Lan, Huy Tứ                                                                                               | —       |
| 50  | Hoàng tử không cười             | —                                                                                  | 09/2004        | Nhóm Líu Lo, Chế Hoàng Lan, Hùng Lâm | —       |
| 51  | Bác sĩ nha khoa                 | —                                                                                  | 10/2004        | Nhóm Líu Lo, Tuấn Khải, Đặng Thanh Vân, Phan Thu Huyền | —       |
| 52  | Cô gái lắm lời                  | Ông lão đánh cá và con cá vàng                                                     | 11/2004        | Nhóm Líu Lo & Nguyễn Đức Thịnh | —       |
| 53  | Ông thần dỏm                    | —                                                                                  | 12/2004        | Nhóm Líu Lo, NSƯT Đại Nghĩa, Nguyễn Đức Thịnh | —       |
| 54  | Niềm vui của mặt trời           | —                                                                                  | 01/2005        | Thanh Thủy, Bạch Long, Hoàng Trinh, Đình Toàn, NSƯT Đại Nghĩa, Nguyễn Đức Thịnh                                                                                    | —       |
| 55  | Cá sấu nhỏ trong rừng           | —                                                                                  | 02/2005        | NSƯT Thành Lộc, Bạch Long, Hoàng Trinh, Đình Toàn, Mai Nguyễn Thanh Phương, Nguyễn Đức Thịnh, Phan Thu Huyền, Chế Hoàng Lan                                        | —       |
| 56  | Hạt lúa mì của sẻ con           | —                                                                                  | 03/2005        | Nhóm Líu Lo | —       |
| 57  | Lớp học trong rừng              | —                                                                                  | 04/2005        | Thanh Thủy, Bạch Long, Hoàng Trinh, Đình Toàn, Đặng Thanh Vân, Võ Nam Trung                                                                                        | —       |
| 58  | Ba điều khờ dại (phần 1)        | —                                                                                  | 05/2005        | Nhóm Líu lo & NSƯT Đại Nghĩa | —       |
| 59  | Ba điều khờ dại (phần 2)        | —                                                                                  | 06/2005        | Nhóm Líu lo & NSƯT Đại Nghĩa | —       |
| 60  | Căn nhà bí mật (phần 1)         | —                                                                                  | 07/2005        | NSƯT Thành Lộc, Bạch Long, Đình Toàn, NSƯT Ngọc Trinh, Võ Nam Trung                                                                                                | —       |
| 61  | Căn nhà bí mật (phần 2)         | —                                                                                  | 08/2005        | NSƯT Thành Lộc, Bạch Long, Hoàng Trinh, Đình Toàn, NSƯT Ngọc Trinh, Võ Nam Trung                                                                                   | —       |
| 62  | Giải cứu mùa xuân (phần 1)      | —                                                                                  | 09/2005        | Bạch Long, Hoàng Trinh, Đình Toàn, NSƯT Mỹ Duyên, Lê Khánh, Nguyễn Đức Thịnh, Đặng Thanh Vân, Võ Nam Trung                                                         | —       |
| 63  | Giải cứu mùa xuân (phần 2)      | —                                                                                  | 10/2005        | Bạch Long, Hoàng Trinh, Đình Toàn, NSƯT Mỹ Duyên, Lê Khánh, Tuấn Khải, Mai Nguyễn Thanh Phương, Nguyễn Đức Thịnh, Nguyễn Hương Giang, Đặng Thanh Vân, Võ Nam Trung | —       |
| 64  | Anh chàng mưu trí Mua bóng râm  | Nghìn lẻ một đêm                                                                   | 11/2005        | Nhóm Líu Lo | —       |

### Sân khấu kịch Phú Nhuận
| STT | Tên tập         | Cốt truyện dựa theo                      | Ngày phát sóng | Diễn viên tham gia                                                                                        | Ghi chú |
| --- | --------------- | ---------------------------------------- | -------------- | --- | ------- |
| 66  | Hoàng tử lừa    | —                                        | 12/2005        | NSND Hồng Vân, NSƯT Bảo Quốc, Hòa Hiệp, Anh Vũ, Lý Thanh Thảo, Kim Huyền, Lư Hoàng Gia Bảo                | —       |
| 67  | Chú gà mặt trời | Truyện cổ tích Nhật Bản, Chuột kén rể    | 01/2006        | NSND Hồng Vân, NSƯT Bảo Quốc, Hòa Hiệp, Anh Vũ, Lý Thanh Thảo, Kim Huyền, Thanh Thúy                      | —       |
| 68  | Nàng út ống tre | Truyện cổ tích Nhật Bản, Nàng út ống tre | 02/2006        | NSND Hồng Vân, Hòa Hiệp, Lý Thanh Thảo, Kim Huyền, Thanh Thúy, NSƯT Đức Thịnh, Thái Hòa, Lư Hoàng Gia Bảo | —       |